# Angioplastia coronária
A angioplastia coronária é um procedimento médico minimamente invasivo para desobstrução das artérias coronárias, restabelecendo a passagem normal do sangue. É utilizado um  cateter de balão, com um pequeno balão na sua extremidade, que é inflado na região obstruída dentro artéria.
Também pode ser implantada uma mini-tela normalmente de metal, chamada stent, que, expandida pelo balão, ajuda a manter a artéria aberta. A técnica teve origem nos Estados Unidos e começou a ser usada no Brasil na década de 90.
Em alguns casos específicos, pode haver necessidade, durante o procedimento, do emprego de substâncias que impeçam a agregação de elementos do sangue no local da obstrução.

## Procedimento

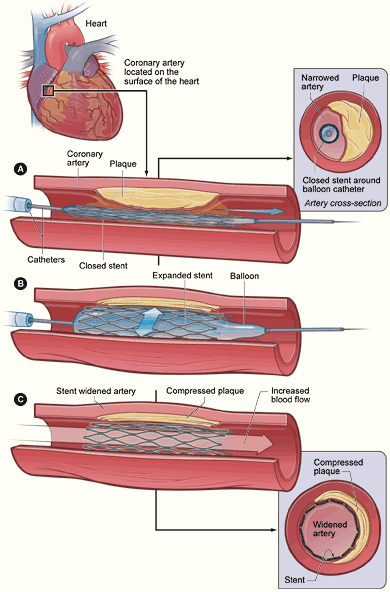
Angioplastia coronária com implantação de stent

O primeiro passo é diagnosticar através do cateterismo e estudo contrastado das artérias coronárias. Identificada a área obstruída, introduz-se um fio fino através do cateter até ultrapassar a lesão. Por este fio, um balão vazio é avançado até o local do bloqueio. O balão é inflado de forma controlada, dilatando previamente o local.
Retira-se o balão anterior. Introduz-se um outro balão com stent já montado sobre si mesmo, posicionando-o na lesão. O balão é inflado.
Além de esmagar a placa, o balão quando cheio libera o stent, que se molda à parede interna da artéria impedindo que esta se feche.
O balão é desinflado mas o stent permanece, restaurando a circulação normal do sangue através do vaso sanguíneo.
Depois de liberado o stent, o balão e o fio guia são retirados. Uma filmagem com contraste confirma o resultado da intervenção. As chances de sucesso da angioplastia com stent chegam a 98%.
A angioplastia coronária pode ser empregada nas diversas síndromes coronárias: insuficiência coronária estável, instável e no infarto agudo do miocárdio.